# 譙縦
譙 縦（しょう じゅう）は、一代で滅んだ五胡十六国時代の後蜀の創始者である。当初は東晋に仕え、独立してからは後秦を頼ったが東晋に滅ぼされて自殺した。祖父は成漢の司空の譙献之。

## 生涯
巴西郡南充国県（現在の四川省南充市南部県）の人。義熙元年（405年）、東晋の益州刺史の毛璩は麾下の軍隊に東征を命じたが、蜀の軍隊は郷里を離れることを望まず、反乱を起こした。当時安西府参軍の地位にあった譙縦が軍に推されて梁秦二州刺史を称した。まもなく反乱軍が毛璩を殺して成都を占領すると、譙縦は成都王を称した。
義熙3年（407年）、譙縦は後ろ盾を求めて自ら後秦に藩属した。弘始11年（409年）には後秦の姚興から大都督・相国・蜀王に封じられ、九錫を加えられた。弘始12年（410年）、姚興は将の苟林を合流させて、桓謙と譙道福と共に東晋の荊州を攻めさせた。しかし東晋の劉道規は両軍を撃退して桓謙は戦死、苟林は敗走した。
弘始15年（413年）、東晋の太尉劉裕が朱齢石を討伐軍の主将に任じて後蜀を攻撃させ、成都は陥落し、譙縦は自縊した。後蜀はここに滅んだ。